# 黑頭雙線䲁
黑頭雙線䲁（學名：Enneapterygius rhothion），為輻鰭魚綱䲁形目三鰭䲁科雙線䲁屬的一個種，由Ronald Fricke於1997年所描述，分布於中西太平洋新喀里多尼亞及萬那杜海域，深度0至15公尺，本魚體型小呈圓柱狀，眼眶上具有觸鬚，頸背無觸鬚，雌魚半透明，淺灰色至白色，身上有紅色或深棕色雙條紋，從上唇到眼睛有一條紅色到深棕色的斜帶，鰓蓋和胸鰭基部有紅色或深棕色的斑點，雄魚為紅色，胸部黑色或灰色，背鰭3個，第一背鰭比第二背鰭短50%，背鰭硬棘14-17枚、背鰭軟條7-10枚、臀鰭硬棘1枚、臀鰭軟條17-21枚，體長可達3.7公分，成魚棲息在礁岩的潮池、湧浪區，雌魚產附著性卵在藻類築的巢，雄魚會守護卵，幼魚為浮游性，生活習性不明。